# Fulakora degenerata
Fulakora degenerata (лат.) — вид примитивных муравьёв рода Fulakora из подсемейства Amblyoponinae (Formicidae), ранее включавшийся в состав рода Stigmatomma.

## Распространение
Неотропика  (Бразилия, Гватемала, Гондурас, Коста-Рика, Мексика, Перу, Суринам) .

## Описание
Мелкие земляные муравьи (длина около 3 мм) с длинными узкими мандибулами и хорошо развитым жалом. От близких видов отличаются следующими признаками: усики с 6–9 члениками; тело желтоватое; щёчный зубец отсутствует или очень мелкий. Мезосома уже головы. Ноги короткие. Передний край клипеуса зубцевидный; петиоль очень широко прикреплён к 3-му абдоминальному сегменту и без отчётливой задней поверхности; постпетиоль отсутствует.

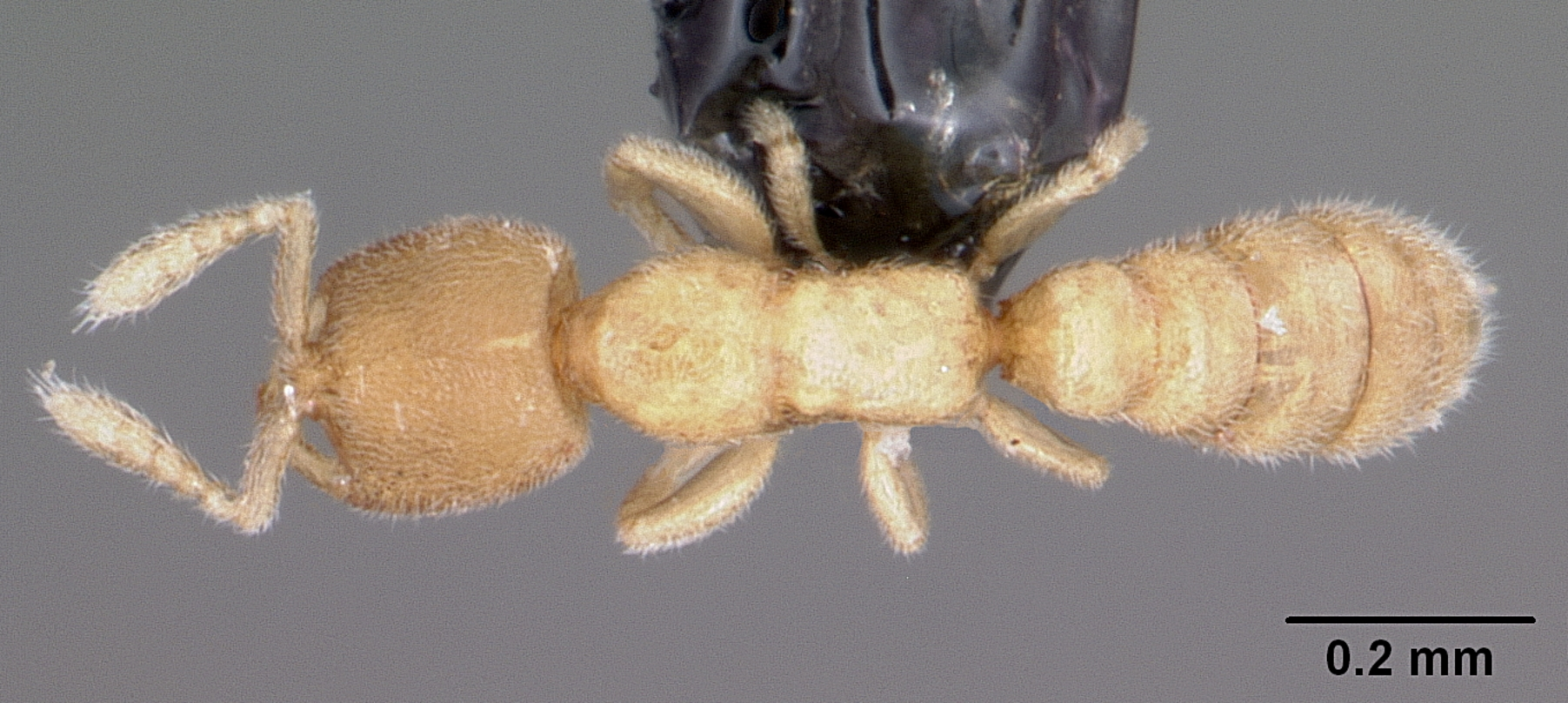
Вид сверху
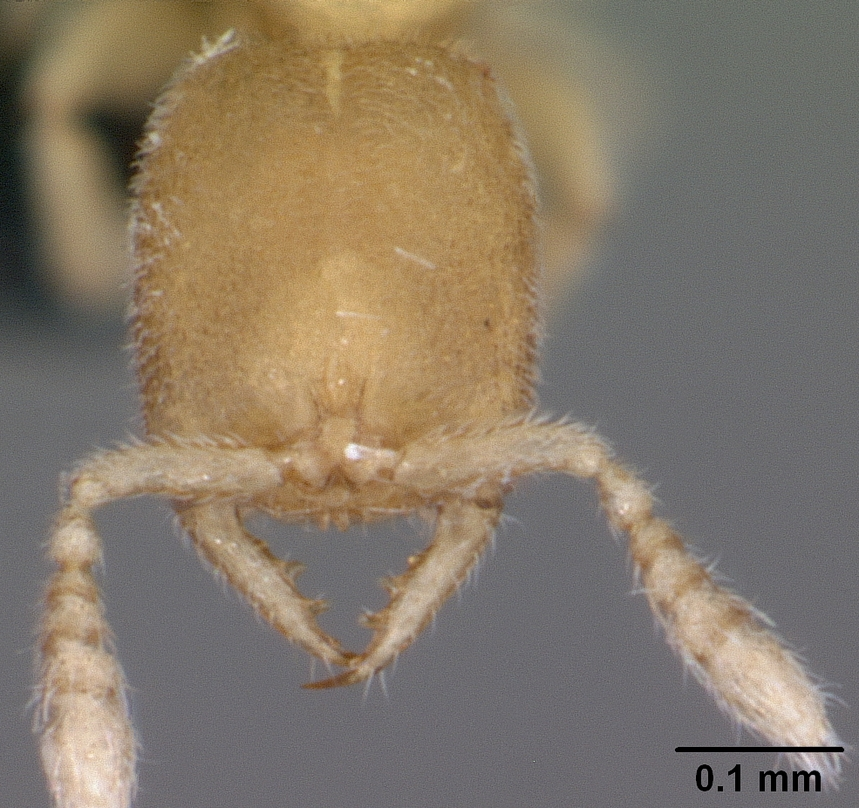
Голова спереди

## Систематика
Вид был впервые описан в 1957 году под названием Amblyopone degenerata Borgmeier, 1957. Затем вид включали в состав рода Stigmatomma  (подсемейство Понерины). В 2016 году Fulakora был восстановлен из синонимии с Stigmatomma и вид получил современное название.